# Sioux County (Nebraska)
Sioux County ist ein County im Bundesstaat Nebraska der Vereinigten Staaten. Der Verwaltungssitz (County Seat) ist Harrison, das nach dem Präsidenten Benjamin Harrison benannt wurde.

## Geographie
Das County liegt im äußersten Nordwesten von Nebraska, grenzt im Westen an Wyoming, im Norden an South Dakota und hat eine Fläche von 5354 Quadratkilometern, wovon 2 Quadratkilometer Wasserfläche sind. Es grenzt in Nebraska im Uhrzeigersinn an folgende Countys: Dawes County, Box Butte County und Scotts Bluff County.
Durch das County fließt von West nach Ost der Niobrara River, an ihm liegt das Agate Fossil Beds National Monument, eine Fossilienlagerstätte aus dem Miozän vor etwa 20 Mio. Jahren.

## Geschichte
Sioux County wurde 1877 gebildet. Benannt wurde es nach dem Volk der Sioux.
Ein Ort im County hat den Status einer National Historic Landmark, die Fort Robinson und Red Cloud Agency. Sechs Bauwerke und Stätten des Countys sind insgesamt im National Register of Historic Places eingetragen (Stand 12. Februar 2018).

## Demografische Daten

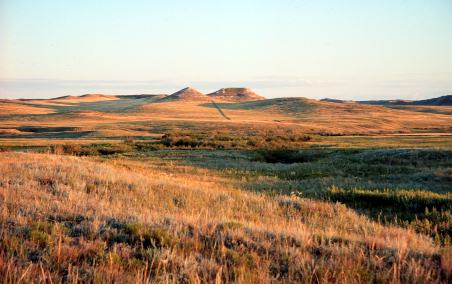
Prärie mit den Hügeln aus dem Miozän im Agate Fossil Beds National Monument

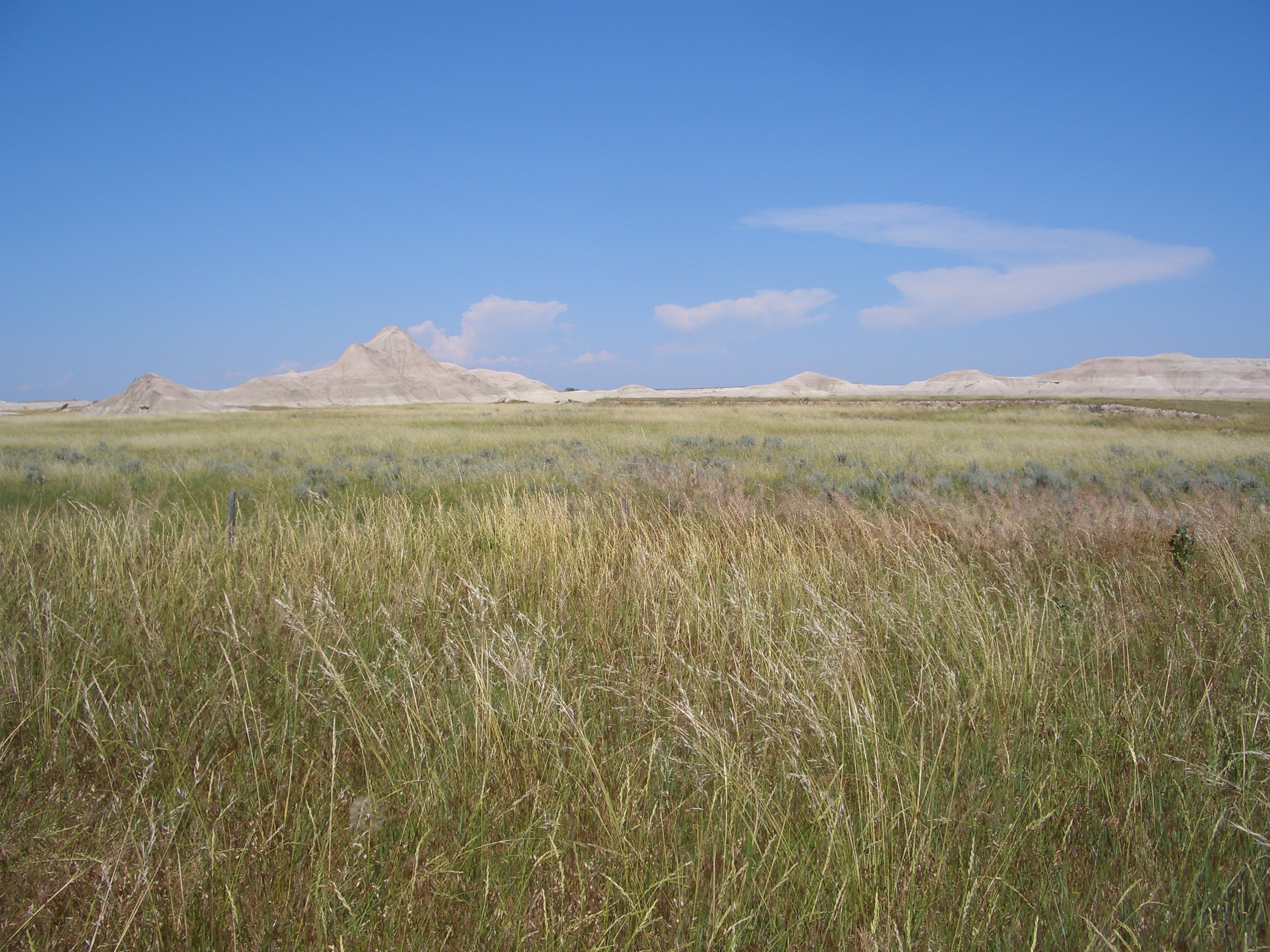
Oglala National Grassland

Nach der Volkszählung im Jahr 2000 lebten im Sioux County 1475 Menschen in 605 Haushalten und 444 Familien. Die Bevölkerungsdichte betrug 0,3 Einwohner pro Quadratkilometer. Ethnisch betrachtet setzte sich die Bevölkerung zusammen aus 97,63 Prozent Weißen, 0,00 Prozent Afroamerikanern, 0,14 Prozent amerikanischen Ureinwohnern, 0,20 Prozent Asiaten und 1,15 Prozent aus anderen ethnischen Gruppen; 0,88 Prozent stammten von zwei oder mehr Ethnien ab. 2,31 Prozent der Bevölkerung waren spanischer oder lateinamerikanischer Abstammung.
Von den 605 Haushalten hatten 28,1 Prozent Kinder und Jugendliche unter 18 Jahre, die bei ihnen lebten. 65,3 Prozent waren verheiratete, zusammenlebende Paare, 5,1 Prozent waren allein erziehende Mütter, 26,6 Prozent waren keine Familien, 23,6 Prozent waren Singlehaushalte und in 9,4 Prozent lebten Menschen im Alter von 65 Jahren oder darüber. Die Durchschnittshaushaltsgröße betrug 2,44 und die durchschnittliche Familiengröße lag bei 2,86 Personen.
Auf das gesamte County bezogen setzte sich die Bevölkerung zusammen aus 24,3 Prozent Einwohnern unter 18 Jahren, 7,2 Prozent zwischen 18 und 24 Jahren, 24,7 Prozent zwischen 25 und 44 Jahren, 27,5 Prozent zwischen 45 und 64 Jahren und 16,2 Prozent waren 65 Jahre alt oder darüber. Das Durchschnittsalter betrug 42 Jahre. Auf 100 weibliche Personen kamen 111,0 männliche Personen. Auf 100 Frauen im Alter von 18 Jahren oder darüber kamen statistisch 102,2 Männer.
Das jährliche Durchschnittseinkommen eines Haushalts betrug 29.851 USD, das Durchschnittseinkommen der Familien betrug 31.406 USD. Männer hatten ein Durchschnittseinkommen von 23.409 USD, Frauen 21.490 USD. Das Prokopfeinkommen betrug 15.999 USD. 11,1 Prozent der Familien und 15,4 Prozent der Bevölkerung lebten unterhalb der Armutsgrenze. Davon waren 24,4 Prozent Kinder oder Jugendliche unter 18 Jahre und 7,5 Prozent waren Menschen über 65 Jahre.

## Orte im County
- Andrews
- Five Points
- Harrison
- Joder
- Montrose
- Orella
- Story